# Билал (певец)
Билал Саид Оливер (англ. Bilal Sayeed Oliver, род. 23 августа 1979 года, Филадельфия), более известный как Bilal —американский певец в жанрах неосоул и джаз, музыкант и продюсер. Является независимым артистом, проживает в Нью-Йорке.
Билал известен своим широким вокальным диапазоном, работой в различных жанрах, живыми выступлениями. Он был хорошо принят как внутри страны, так и на международном уровне. Сотрудничал с Кендриком Ламаром, Common, Эрикой Баду, Jaz-Z, Бейонсе, Guru, Кимброй, J Dilla, Робертом Гласпером, The Roots и многими другими.

## Биография

### Ранняя жизнь
Родился в Филадельфии, штат Пенсильвания, был назван как Билал Саид Оливер. Вырос в религиозно смешанной семье - мать исповедовала христианство, отец - ислам. Он регулярно посещал небольшую церковь, состоящую в основном из членов семьи. Именно там Билал заинтересовался музыкой и пением. Учился в Новую школе джаза и современной музыки. В 1998 году окончил Высшую школу творческих и исполнительских искусств (англ. High School for Creative And Performing Arts).

### 1999-2010: Дебют и пауза в творчестве
Билал начал своё знакомство с музыкой в Нью-Йорке, слушая таких артистов как Common, коллектив The Roots, Эрику Баду. Его обнаружил Аарон Комесс из Spin Doctors во время джема после школы. Именно с ним Билал записал своё демо, которая принесла ему сделку с Interscope Records. В 2001 год был выпущен дебютный альбом 1st Born Second, в записи которого приняли участие участники Soulquarians, а также продюсеры с громкими именами, а именно Dr. Dre и J Dilla. Альбом достиг отметки 31 в Billboard 200, было продано 319 000 копий. 1st Born Second получил всеобщее признание у музыкальных критиков и имеет оценку 82 из 100 на Metacritic. Альбом заслужил восторженные отзывы в публикациях изданий The Village Voice, Chicago Sun-Times и USA Today, также приводился в сравнение с музыкой Марвина Гэя, Стиви Уандера, Sly & the Family Stone, Принса, Кёртиса Мэйфилда.
Альбом продемонстрировал широкий музыкальный спектр, от эмоционально заряженного и любимого фанатами трека «Soul Sista», который достиг 18 строчки в чартах Top R&B/Hip-Hop Songs, до политических точек зрения в треках «Fast Lane» и «Second Child». Билалу удалось добиться значительного успеха и высокой посещаемости концертов, так как многие отмечали возможности его диапазона, способность петь в свободной форме, академический фальцет. Душевное настроение альбома было обозначено неосоулом.
В последующие годы Билал продолжал появляться в проектах других артистов, как достаточно известных, так и авангардных. Параллельно занимался записью будущего альбома, выпуск которого планировался на Interscope Records, и включал в себя материалы в основном от Dr. Dre и J Dilla. В итоге все изменилось и Love for Sale стал альбомом с треками собственного написания Билала. В альбоме использовались живые инструменты, царила совершенно другая атмосфера и в целом отличалась от предыдущего варианта. Однако планы были нарушены и Билал не получил одобрения от Interscope. Не желая начинать с нуля, Билал продолжал продвижение альбома. Тем не менее, после завершения альбома, он полностью утёк в интернет. Interscope отложил альбом на неопределённый срок, намекнув, что в нём мало коммерческого потенциала. Произошедшее сильно повлияло на Билала, он рассматривал вариант ухода из музыки. Однако Love for Sale был загружен более полумиллиона раз в интернете, именно благодаря этому Билал начал гастролировать, несмотря на то, что альбом так и не вышел.

### 2010-настоящее время: Возвращение
После девяти лет без выхода альбомов, Билал вернулся 14 сентября 2010 года с альбомом Airtight's Revenge. Второй LP был выпущен под независимым лейблом Plug Research. Билал описывает альбом как ретроспективу: альбом, в котором описываются его переживания, рассказ о вещах, которые он понял за время своего отсутствия. Экспериментальный альбом Airtight's Revenge сочетает в себе джаз, хип-хоп, электронную музыку, рок, соул и блюз.
В 2012 году Билал рассказал о планах создания нового альбома под новым лейблом eOne Music (Entertainment One Music). В ходе нескольких интервью Билал описал новый проект как «более тёплый и чувственный», чем его предшественник. Новый альбом под названием A Love Surreal имеет более акустическое звучание, так как в этот раз Билал очень тесно сотрудничал со всей своей группой. 5 декабря 2012 года Билал выпустил микстейп под названием The Retrospection на Facebook.
Через шесть дней после выхода The Retrospection выходит «Back to Love», первый сингл из A Love Surreal. 8 января 2013 года вышел клип, который рассказывает историю наркозависимого влюблённого врача, который который иронично даёт советы своим пациентам, чтобы помочь собственным отношениям. Песня задаёт тон альбому, которая, по словам Билала, отображает "весь процесс [отношений]: встречу, расставание и возвращение". A Love Surreal был выпущен 26 февраля 2013 года.
С выпуском A Love Surreal Билал сразу же добился коммерческого успеха, дебютировав на первой строчке в чарте R&B iTunes. В Billboard альбом дебютировал на 17 строчке в чарте независимых альбомов, 19 строчке в чарте R&B Albums Chart и 103 строчке в Billboard 200, выше чем его предшественник, Airtight's Revenge. Альбом также получил множество высоких оценок, в том числе 8/10 от журнала SPIN, 4,5/5 звёзд от Allmusic и 4/4 звезды от USA Today.

## Дискография

### Альбомы
| Год        | Альбом             | Лейбл         | Позиция в хит-парадах | Позиция в хит-парадах  | Позиция в хит-парадах |
| Год        | Альбом             | Лейбл         | The Billboard 200     | Top R&B/Hip-Hop Albums | AllMusic              |
| ---------- | ------------------ | ------------- | --------------------- | ---------------------- | --------------------- |
| 2001       | 1st Born Second    | Interscope    | 31                    | 10                     | 4/5                   |
| не выпущен | Love for Sale      | -             | -                     | -                      | -                     |
| 2010       | Airtight's Revenge | Plug Research | 106                   | 21                     | 4,5/5                 |
| 2013       | A Love Surreal     | eOne          | 103                   | 19                     | 4,5/5                 |
| 2015       | In Another Life    | eOne          | 179                   | 13                     | 4,5/5                 |

#### Микстейпы
- The Return of Mr. Wonderful (2007)
- The Retrospection (2012)

#### Синглы
- «Love It»
- «Soul Sista»
- «Fast Lane»
- «Something To Hold On To»
- «Restart»
- «Little One»
- «Levels»
- «Back To Love»
- «West Side Girl»

### Участие
В треках Common
- «Funky For You» (Common и Джилл Скотт), альбом Like Water for Chocolate
- «Nag Champa (Afrodesiac for the World)», альбом Like Water for Chocolate
- «The 6th Sense», альбом Like Water for Chocolate
- «Heaven Somewhere», альбом Electric Circus
- «Aquarius», альбом Electric Circus
- «Star69 (PS With Love)», альбом Electric Circus
- «Faithful» (Common и Джон Ледженд), альбом Be
- «It's Your World/Pop's Reprise», альбом Be
- «U, Black Maybe», альбом Finding Forever
- «Misunderstood», альбом Finding Forever
- «Play Your Cards Right», альбом Finding Forever
- «Joy and Peace», альбом Black America Again
- «Home», альбом Black America Again
- «A Bigger Picture Called Free», альбом Black America Again
- «Letter To The Free», альбом Black America Again

Другие
1999
- Grenique, треки «Let Go», «You Say» и «Love Within» из альбома Black Butterfly[33]

2000
- Guru и J Dilla, трек «Certified» из альбома Jazzmatazz, Vol. 3: Streetsoul

2001
- Джермейн Дюпри, трек «Supafly» из альбома Instructions
- Трек «Bring 2» из саундтрека к фильму Мойка

2002
- Scratch, трек «Square One» из альбома The Embodiment of Instrumentation
- Талиб Квели, треки «Waitin' for the DJ» и «Talkin' to You» из альбома Quality
- Da Ranjahz и Рас Касс, трек «Da Dopest»
- Джагуар Райт, трек «I Can’t Wait» из альбома Denials Delusions and Decisions
- Tweet, трек «Best Friend» из альбома Southern Hummingbird
- Cherokee, трек «A Woman Knows» из альбома Soul Parade
- Джон Эллис, треки «John Brown’s Gun», «Nowny Dreams» и «The Lonely Jesus» из альбома Roots, Branches & Leaves

2003
- Бейонсе, трек «Everything I Do» из саундтрека к фильму Борьба с искушениями
- Musiq, трек «Dontstop/Her» из альбома Soulstar

2004
- Бони Джеймс, трек «Better With Time» из альбома Pure
- Роберт Гласпер, треки «Maiden Voyage» и «Don’t Close Your Eyes» из альбома Mood
- Макс Херре, трек «Playground» из альбома Max Herre

2005
- Роберт Гласпер, трек «Chant» из альбома Canvas
- Luvpark, треки «Fade Away» и «Luvtheme» из альбома Luvpark

2006
- Пит Козьма, трек «High and Dry» из альбома Exit Music: Radiohead Tribute
- Clipse и Фарелл Уильямс, трек «Nightmares» из альбома Hell Hath No Fury
- A-Alikes, трек «What You Give» из альбома I Eat You Eat

2007
- Hezekiah, трек «Looking Up» из альбома I predict a Riot
- Тимбо Кинг и The Last Poets, трек «Trust Factor» из альбома Spookz Who Kicked Down The Door
- Sa-Ra, трек «Sweet Sour You» из альбома The Hollywood Recordings
- Jay-Z, трек «Fallin» из альбома American Gangster
- The Randy Watson Experience, трек «Can’t Hide Love» из альбома Interpretations: Celebrating the Music of Earth, Wind & Fire
- Common, трек «Play Your Cards Right» в саундтреке к фильму Козырные тузы

2008
- Ghostface Killah и Prodigy из Mobb Deep, трек «Trials of Life» в неизвестном микстейпе DJ Green Lantern
- Эрика Баду, треки «The Healer», «My People», «Soldier», «Twinkle» и «Master Teacher» из альбома New Amerykah Part One (4th World War)
- The Game, трек «Cali Sunshine» из альбома LAX (album)
- Solange, трек «Cosmic Journey» из альбома Sol-Angel and the Hadley St. Dreams
- M.O.P., трек «Get Rich»
- 88-Keys, трек «M.I.L.F.» из альбома The Death of Adam
- Scarface, трек «Can't Get It Right» из альбома Emeritus
- J Dilla, трек «Remember»

2009
- Zap Mama, трек «The Way You Are» из альбома ReCreation
- Шафик Хусейн, трек «Cheeba» из альбома En' A-Free-Ka
- Роберт Гласпер, треки «All Matter» и «Open Mind» из альбома Double-Booked
- The Terence Blanchard Group, треки «Journey» и «When Will You Call» из альбома Choices
- Marvwon, трек «Need To Know» из альбома Way Of The Won

2010
- Эрика Баду, трек «Jump In The Air & Stay There» из альбома New Amerykah Part Two (Return of the Ankh)
- Little Brother and Darien Brockington, трек «Second Chances» из альбома The Leftback
- Reflection Eternal, трек «End» из альбома Revolutions per Minute
- Nottz, трек «Right Here» из альбома You Need This Music
- Diddy – Dirty Money, трек «Shades» (при участии Лил Уэйна, Джастина Тимберлейка, Джеймса Фонтлероя) из альбома Last Train to Paris

2011
- Daedelus, трек «Overwhelmed» из альбома Bespoke
- Kindred the Family Soul, трек «Take a Look Around» из альбома Love Has No Recession
- Stimulus & Chris 'Daddy' Dave, трек «Full Grown» из альбома 3rd 1st Impression
- Джорджия Энн Малдроу, трек «More & More» из альбома Owed to Mama Rickie
- The Roots, трек «The OtherSide» из альбома Undun

2012
- Роберт Гласпер, треки «Always Shine» (при участи Лупе Фиаско) и «Letter to Hermione» из альбома Black Radio
- Лупе Фиаско, трек «How Dare You» из альбома Lupe Fiasco's Food & Liquor II: The Great American Rap Album Pt. 1
- Крисетт Мишель, трек «Can the Cool Be Loved?» из альбома Better

2014
- Кимбра, трек «Everlovin' Ya» из альбома The Golden Echo

2015
- Кендрик Ламар, треки «Institutionalized» и «These Walls» из альбома To Pimp A Butterfly

2016
- Кендрик Ламар, трек «untitled 01 | 8.19.2014.» из альбома untitled unmastered.
- J Dilla, трек «The Ex» из альбома The Diary
- Мак Миллер, трек «Congratulations» из альбома The Divine Feminine

2017
- The Roots, трек «It Ain’t Fair» из саундтрека к фильму Детройт